# 素拜
宗室素拜（1690—1695年）、素拜，愛新覺羅氏，清朝皇族，鎮國將軍。
康熙三十一年十二月（1693年），襲封三等鎮國將軍。三十四年（1695年）七月十七日卒，年六歲。

## 家族
- 五世祖：清太祖
- 高祖父：阿濟格
- 曾祖父：傅勒赫
- 祖父：綽克託
- 父：素嚴
- 胞妹：镶黄旗汉军年羹尧之继妻。